# Parapionosyllis subterranea
Parapionosyllis subterranea är en ringmaskart som beskrevs av Hartmann-Schröder 1960. Parapionosyllis subterranea ingår i släktet Parapionosyllis och familjen Syllidae. Inga underarter finns listade i Catalogue of Life.